# La Salle Campus Barcelona
La Salle Campus Barcelona està ubicat al barri de la Bonanova. És un centre especialitzat en enginyeria, arquitectura i gestió. I actualment acull 4.000 alumnes de 53 nacionalitats diferents.
En el campus s'hi poden estudiar graus, doctorats i més de 40 programes de formació contínua. I cal destacar la seva vocació internacional, ja que està connectat amb els més de 70 centres universitaris lassal·lians repartits per tot el món.

## Història[calcitació]
Va ser fundada pels Germans de les Escoles Cristianes. Els seus primers estudis universitaris daten de 1903, època en la qual funcionaven les especialitats d'Enginyeria Elèctrica, Mecànica i Química.
En el curs 1964-1965 es va cursar per primera vegada l'especialitat d'Equips Electrònics. Els estudiants es van examinar com a alumnes lliures en l'Escola Oficial de Madrid. El 12 de maig de 1970, el Ministeri d'Educació i Ciència va reconèixer oficialment a La Salle la facultat d'atorgar els títols d'enginyer tècnic de telecomunicacions i enginyer ràdio elèctric.
El 1976, La Salle es va integrar a la Universitat Politècnica de Catalunya. Però el 10 de maig de 1991, el Parlament de Catalunya (DOGC 22/05/91) reconeix la Universitat Ramon Llull. La Salle es va incorporar com a institució fundadora d'aquesta universitat i va deixar enrere la seva afiliació amb la Politècnica de Catalunya.

## El Campus
La Salle Campus Barcelona està situat als peus del Tibidabo i gaudeix de més de 75.000 m². És un punt de reunió per estudiants, professors, empreses i emprenedors, ja que disposen de:
- 7 edificis
  - El Sant Jordi i La Salle, situats al recinte de La Salle Bonanova.
  - L'edifici Lluçanès, situat al carrer Lluçanès, 41.
  - L'edifici Sant Josep, limitat pels carrers Quatre Camins i Sant Joan de la Salle.
  - L'edifici Sant Jaume, al carrer Lluçanès, cantonada amb Quatre Camins.
  - El Poliesportiu, Centre de Fitness i Esports, està situat entre els carrers Lluçanès i Alcoi.
  - L'edifici Sant Miquel, situat al carrer Sant Joan de La Salle, 42.
- Més de 30 laboratoris tecnològics
- Incubadora d'empreses
- Serveis de restaurant
- Biblioteca
- Sales de Congressos i actes
- Zones verdes
- Entorn Wireless
- Pàrquing privat

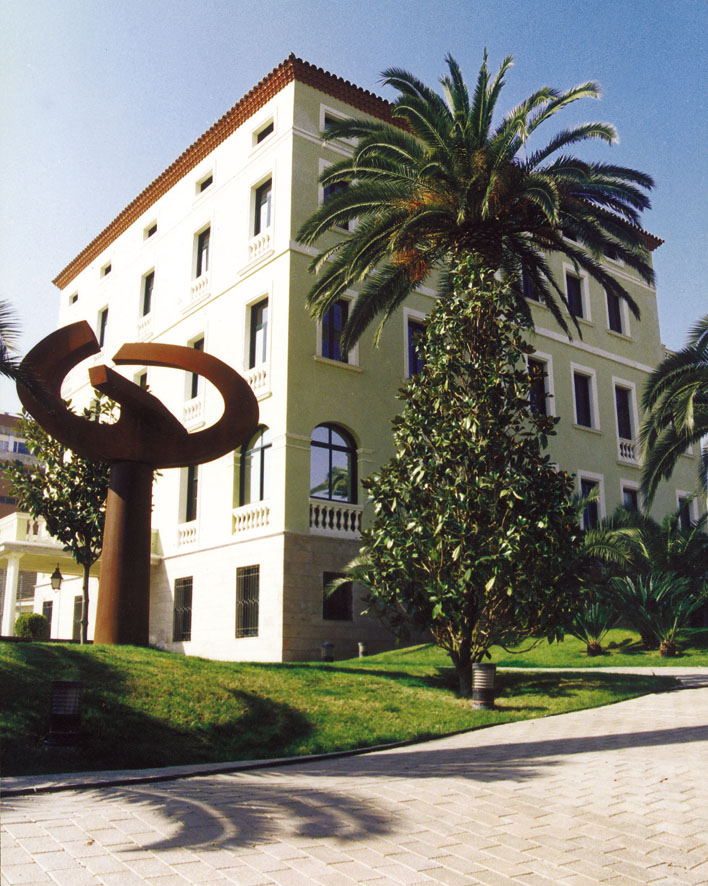
Edifici Lluçanès.
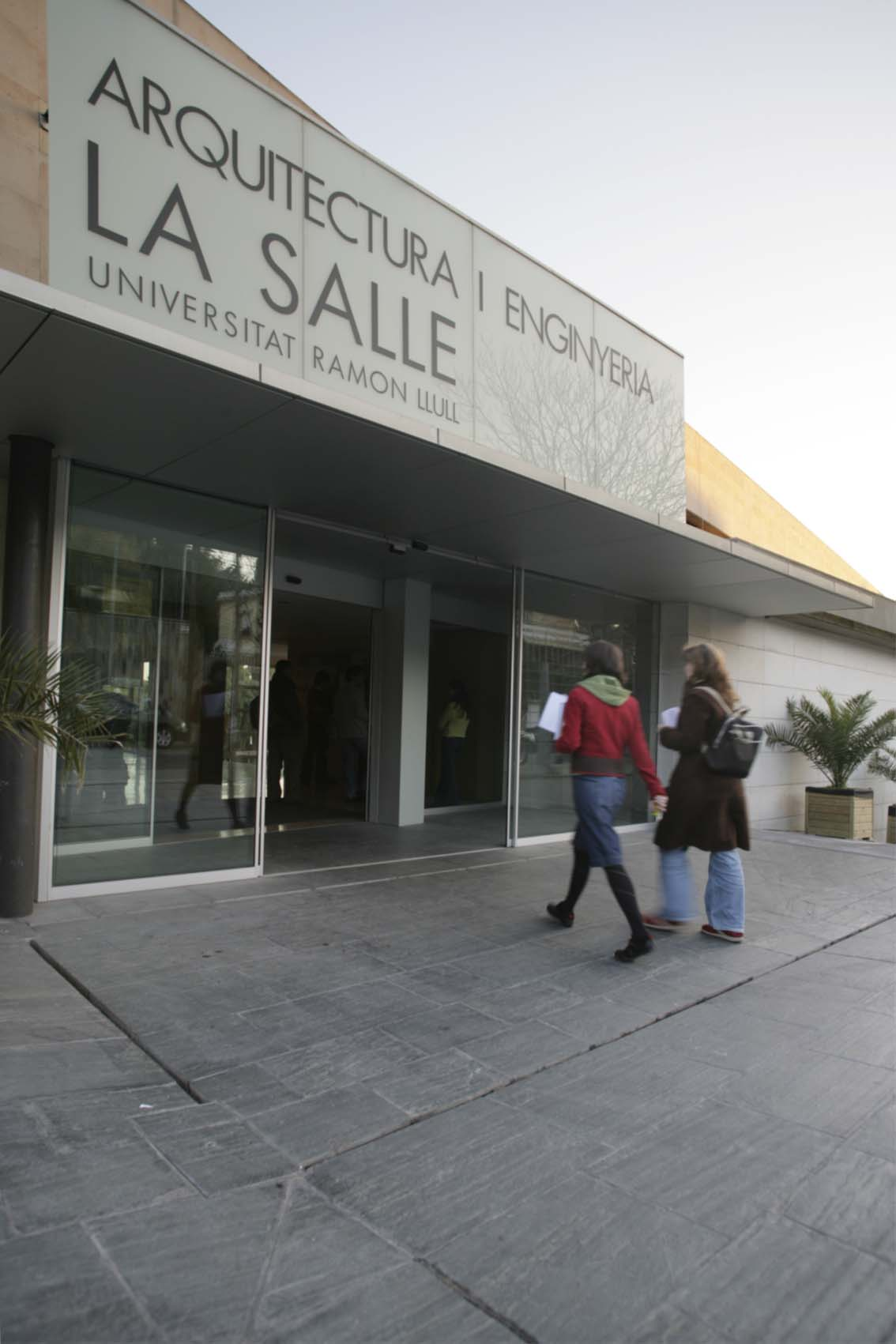
Entrada de l'edifici Sant Josep, Seu de l'escola d'Arquitectura.
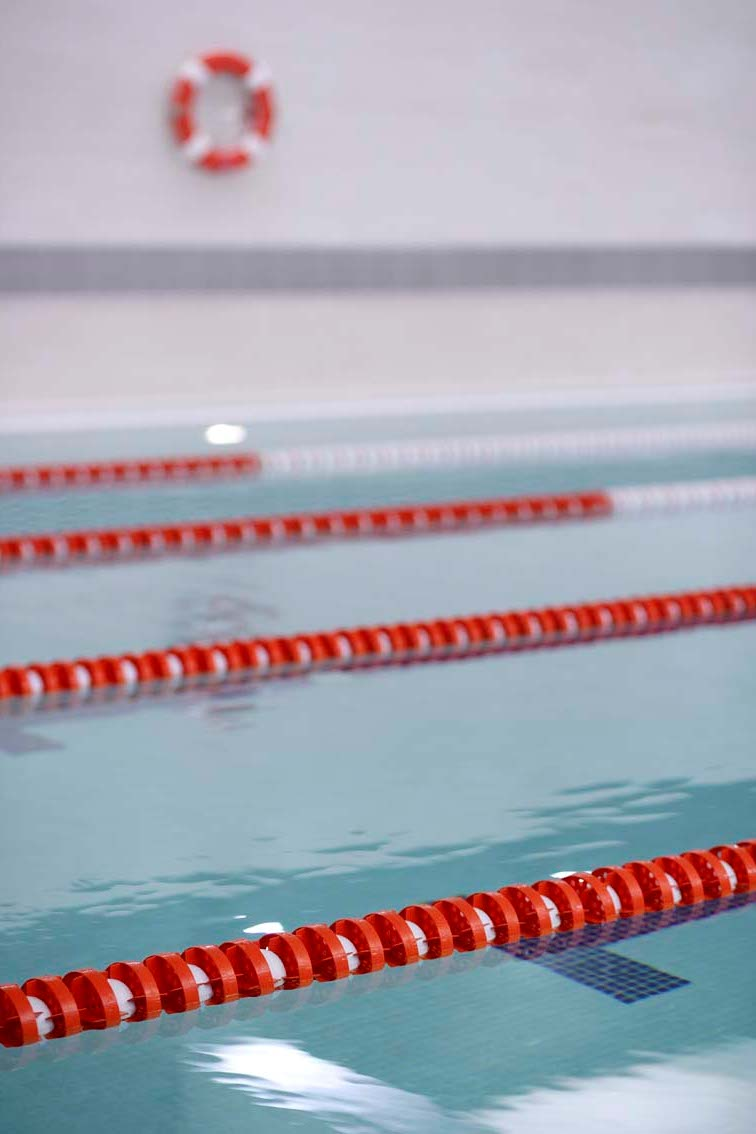
Piscina del Campus
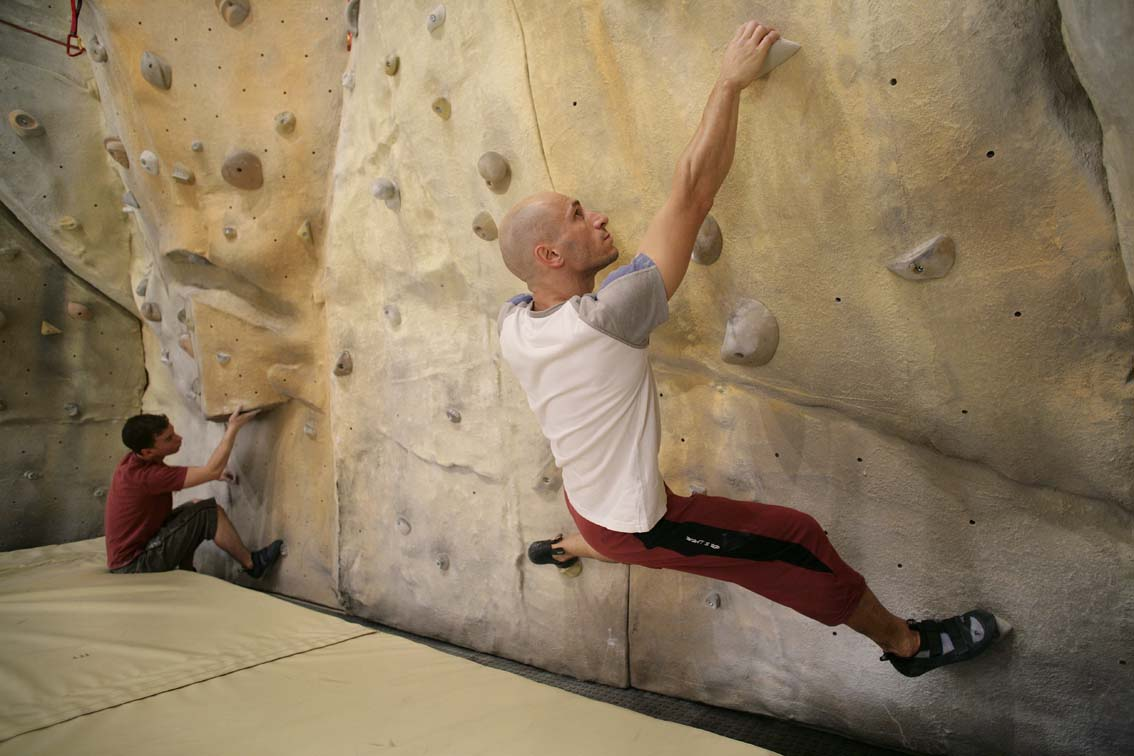
Rocòdrom